# ألفونس مينيو
ألفونس مينيو (بالإنجليزية: Alphonse Menyo)‏، هُو ممثل غاني.

## وصلات خارجية
- ألفونس مينيو في قاعدة بيانات الأفلام على الإنترنت